# SoulCalibur III
SoulCalibur III (ソウルキャリバーIII, SōruKyaribā Surī) é a sequência de Soul Calibur II e a quarta edição da série SoulCalibur de jogos de luta produzidos pela Namco. Foi lançado exclusivamente para o PlayStation 2, ao contrário de seu predecessor SoulCalibur II, que fora lançado também para ambos GameCube e Xbox.

## Prefácio
"Transcendendo a história e o mundo, um conto de almas e espadas, eternamente recontado".
Há muito tempo atrás, em uma época além do alcance dos conhecimento histórico da humanidade, surge a lenda da SoulEdge, uma arma formidável e tida como mágica, capaz de conceder a quem a usasse poderes além da compreensão humana. Sua origem nebulosa e distorcida pelos relatos, exponencialmente mais imprecisos a cada geração, dos sobreviventes de tão turbulentos anos. Uns a chamavam de "Espada da Salvação"; outros, porém, viam nela um instrumento usável apenas por quem desejasse a perdição da humanidade; e ainda havia aqueles que simplesmente a consideravam "A arma perfeita". A verdade, contudo, é mais perturbadora que qualquer teoria: SoulEdge é uma entidade, um "ser vivo" com inteligência e vontade próprias, em busca de sua sobrevivência, que assumira a forma de uma espada…uma espada devoradora de almas.
Muito tempo se passou até que surgissem relatos concretos sobre seu paradeiro. Seu então portador, o pirata Cervantes de Leon, com seu navio - chamado Adrian - espalhou terror e destruição, promovendo verdadeiras chacinas para saciar a sede de almas da espada maldita (que então assumira a forma de duas espadas menores), até ser encontrado pela jovem grega Sophitia, eleita pelo próprio Deus da Força, Hephaetesus, que lhe concedeu armamento divino para dar um fim a existência de tal aberração. Ao longo do sangrento combate, Sophitia, movida pelo desespero e pela determinação de cumprir com sua missão, atingiu em cheio uma das espadas que Cervantes portava, estilhaçando a mesma e levando o pirata à insanidade. Cego de ódio, Cervantes de Leon não foi páreo para a ninja Taki, que logo interveio na luta, matando o pirata e carregando uma Sophitia inconsciente para a Grécia.
Tempos depois, um jovem chamado Siegfried, seguindo os rumores sobre a espada, chegou ao que sobrou da outrora impressionante Adrian, encontrando o cadáver putrefato de Cervantes, caído ao chão, mas ainda segurando o que restara de SoulEdge. Quando o jovem cavaleiro se aproximou para pegá-la, contudo, o corpo de Cervantes, enquanto consumido por chamas infernais (emanadas pela própria Soul Edge), ergueu-se e avançou contra o rapaz. Ao fim, Siegfried saíra vitorioso e a espada lhe prometera que, se o cavaleiro concordasse em ajudá-la a obter mais almas, ela traria seu pai de volta, morto acidentalmente pelo próprio Siegfried. O acordo foi feito e o jovem pegou-a em suas mãos, tornando-se então o novo hospedeiro da espada maldita, um evento que se mostrou ao mundo na forma de uma imensa coluna de luz branca que subiu ao céu, episódio este que ficou conhecido como "A Semente do Mal". SoulEdge estava de volta, o corpo de Siegfried dava lugar à aberração denominada Nightmare, também conhecido como "Cavaleiro Índigo" pela cor que a armadura passou a ter (uma tonalidade de azul); e a Zweihander (espada de duas mãos) que Siegfried empunhava deu lugar a uma nova Zweihander, tão viva e maligna que possuía um olho, capaz de paralisar suas vítimas e que vibrava com cada alma que Nightmare absorvia.
Muito tempo se passou e muitas almas foram perdidas até que SoulEdge fosse confrontada e vencida por um trio de jovens guerreiros, dando a Siegfried a chance de se libertar. Mas o elo entre ele e a espada era muito forte e, eventualmente, ela voltou a tomar o corpo de Siegfried, tornando-se Nightmare novamente. O novo reinado de terror só teve fim quando um espadachim, chamado Raphael, desafiou Nightmare. O pesadelo índigo saíra vitorioso e estava prestes a desferir o golpe de misericórdia no espadachim caído, quando a mente de Siegfried, no ápice de suas forças, interferiu, fazendo com que o corpo de Nightmare ficasse parado, enquanto este e o jovem cavaleiro travavam uma luta mental, o que deu a Raphael a oportunidade de, com as últimas forças que tinha, desferir um golpe certeiro no meio do olho da SoulEdge. Foi o bastante para que Siegfried se libertasse do domínio da espada e, munido da espada sagrada SoulCalibur, selasse SoulEdge, no que ficou conhecido como o "Abraço das Almas".
SoulCalibur é o nome da espada sagrada, criada para destruir a espada maligna SoulEdge, de que a história do jogo gira em torno.
SoulEdge foi selada, mas sua essência maligna foi transferida para o que sobrou da armadura de Nightmare. Tempos depois, um misterioso homem chamado Zasalamel, profundo conhecedor da história da espada, apareceu e selou um pacto com a SoulEdge, dando a ela a instável consistência da armadura de Nightmare e a promessa de ajuda a se reerguer, em troca do misterioso e perturbador objetivo que Zasalamel perseguia.
Enquanto isso, Siegfried, atormentado pelos pecados que cometeu e pelo ódio dos que querem fazê-lo pagar pelos massacres de Nightmare, busca uma forma de destruir Soul Edge de uma vez por todas.
Além deles, outras almas buscam SoulEdge, por motivos próprios. E assim recomeça a luta pelo que pode ser o destino de toda a humanidade…

## Modos de jogo
O jogo possui diversos modos, como o Tales of Souls, um modo de história interativa, comparável ao Edge Master Mode de SoulEdge, ao contrário de Quick Play, Character Creation e Chronicles of the Sword. O jogo também tem a maior lista de personagens — 24 personagens jogáveis no modo Tales of Souls e 18 personagens adicionais jogáveis em todos os outros modos — e a maior quantidade de cenários de batalha da história de SoulCalibur.

### Quick Play
É um modo de luta onde é possível escolher um personagem (tanto um personagem padrão quanto um customizado) e com esse personagem, você luta em 8 fases, sem nenhuma história envolvendo as fases.Quando você vence as 8 fases, você ganha um pequeno prêmio em dinheiro, que varia de 1.000 a 3.000 "gold" (moeda do jogo) e se você conseguir outros prêmios como personagens, armas, itens e peças para customizar personagens, também são bem-vindas.

### Character Creation
É um modo de jogo onde você pode criar seu próprio personagem. Também é possivel comprar roupas extras para o seu personagem.
Ou até criar personagens existentes de outros games ou algo que preferir.

### Chronicles of the Sword
Chronicles of the Sword é um modo de um jogador. O objetivo é fazer um personagem usando o sistema de criação de personagem personalizado e reproduzi-lo através de uma história. Ela começa com o jogador começa como um comandante de estreia para o Império Grandall. Há 20 Crônicas, ou níveis, cada um ficando mais difícil que o anterior. A base são as tropas do jogador são minimizados e movem-se como peças de jogo de tabuleiro. O jogador deve lutar contra os inimigos e tomar seus redutos espalhados pelas nível. Quando dois inimigos no mapa está lutando, o jogador poderia ter-lhes cortar o outro por conta própria ou selecione "Batalha" e duque ele para fora do estilo Soul Calibur. Vencer as crónicas resulta em uma certa quantidade de ouro, dependendo da forma como o jogador fez. Como a luta personagens, níveis de ganho, e se tornar mais forte. Às vezes, os personagens-tipo pode ser encontrado em fortalezas ou de pé e estão sempre de nível 60 (Olcadan e Abyss, no entanto, não aparecem). Conforme a história avança o jogador também ganha alguns personagens pré-fabricados que podem ser controlados.
A trama coloca o personagem do jogador no papel de um jovem cadete do Império Grandall, que é escolhido para liderar a guerra contra os países vizinhos, Halteese e Dalkia. Como o jogador continua na sua campanha, tendo em territórios e obrigando as tropas inimigas para trás, eles começam a perceber o verdadeiro significado da guerra e da razão que luta, acabou descobrindo os verdadeiros inimigos de seu país.
Durante as crónicas, o jogador ganha muitas recompensas. A maioria das armas último personagem (as armas com quatro efeitos) são obtidas ao longo da história. O jogador também pode desbloquear mais armas, rostos, disciplinas, etc, para personagens personalizadas. Além disso, se o jogador começa Chronicles of the Sword após disciplinas certa arma foram desbloqueadas, o personagem pode usar essas durante a batalha.

## Personagens
- Tira: é uma personagem da série de jogos Soul. Surgiu pela primeira vez no jogo SoulCalibur III, utiliza como arma a Ring Blade, a qual dá o nome de Aiseline Drossel, (mas conforme o jogo você pode adquirir outras através do Weapons Shop no menu) e seu estilo de luta é o Dance of the Death (Tradução:Dança da Morte).

Tira tem 17 anos e não possui família. Foi criada por uma organização de assassinos de aluguel conhecidos como Pássaro da Passagem. Foi treinada para matar com frieza, mas acabou tomando gosto pela profissão, e por fim enlouqueceu, tornando-se uma assassina em série com dupla personalidade.
Deu sua própria alma para espalhar o mal(nota-se pela cor dos seus olhos) e isso provavelmente explica seu final no Tales Of Souls (modo de jogo) que conta a história do personagem com lutas e algumas animações interativas em 8 batalhas. Nele você também pode optar por caminhos diferentes na jornada do personagem, mas o final é sempre igual. Ao menos se houver alguma sequência a ser realizada, o final pode ser diferente.
Em seu final Tira precisa encontrar um novo corpo para a Soul Edge. Tira está na casa de Cassandra e Sophitia. Você pode escolher a porta da esquerda, e dar a arma para uma criança, filha de Sophitia ou você pode escolher a porta da direita, onde Tira é pega por Cassandra e Sophitia numa emboscada e acaba tendo de fugir. Com isso ela é possuída pela espada e até a cor de sua pele muda.